# Wassili Iwanowitsch Fijew
Wassili Iwanowitsch Fijew (russisch Василий Иванович Фиев; * 7. Mai 1982 in Alexandrowskoje) ist ein ehemaliger russischer Fußballspieler. Er spielte zuletzt beim Drittligisten FK Biolog-Nowokubansk.

## Karriere
Fijew wechselte zur Saison 2000 aus der Jugend von UOR Stawropol zum Drittligisten Dynamo Stawropol. Im Juli 2003 wechselte er zum Zweitligisten Baltika Kaliningrad. Für Baltika kam er bis zum Ende der Spielzeit 2003 zu 17 Einsätzen in der Perwenstwo FNL, in denen er zwei Tore machte. Zur Saison 2004 kehrte er nach Stawropol zurück. Nachdem Dynamo nach der Saison 2004 die Drittliga-Lizenz entzogen worden war, wechselte er zur Saison 2005 zum Viertligisten Tschernomorez Noworossijsk. Mit Noworossijsk stieg er zu Saisonende in die Perwenstwo PFL auf. Zur Saison 2007 kehrte Fijew erneut zu Dynamo Stawropol zurück, das inzwischen wieder in der dritten Liga spielte. Im Sommer 2007 verließ er den Verein. Nach eineinhalb Jahren ohne Klub wurde er zur Saison 2009 vom Drittligisten Schemtschuschina Sotschi unter Vertrag genommen. Zwischen 2010 und 2012 spielte er noch unterklassig, ehe er zur Saison 2012/13 zum Drittligisten FK Biolog-Nowokubansk wechselte. Für Biolog kam er zu zehn Einsätzen in der dritthöchsten Spielklasse, nach Saisonende beendete er seine Karriere.

## Persönliches
Er ist der Zwillingsbruder von Nikolai Fijew. Mit Nikolai spielte er gemeinsam in Stawropol, Noworossijsk, Sotschi und Nowokubansk. Sein Zwillingsbruder hätte ihm auch nach Kaliningrad folgen sollen, dazu kam es aufgrund einer Verletzung Nikolais aber nicht, sodass nur Wassili unter Vertrag genommen wurde.